# Đường cao tốc A4 (Ba Lan)
Đường cao tốc A4 ở Ba Lan là 672.75 km đường cao tốc đông-tây chạy dài qua miền nam Ba Lan, dọc theo phía bắc dãy núi Sudetes và Carpathian, từ biên giới Ba Lan - Đức tại Zgorzelec - Görlitz (nối với đường cao tốc quốc gia A4 của Đức), đi qua Wrocław, Opole, Strzelce Opolskie, Gliwice, Katowice, Kraków, Tarnów, Dębica và Rzeszów đến biên giới Ba Lan - Ukraine tại Korczowa - Krakovets. Đường cao tốc là một phần của tuyến đường châu Âu E40. Đường A4 song song với quốc lộ 94 (kết nối với Bundesstraße 6 của Đức).

## Lịch sử
Một số đoạn phía tây của đường cao tốc này ban đầu được xây dựng dưới dạng đường cao tốc quốc gia của Đức Quốc xã vào những năm 1930 dưới biên giới trước chiến tranh của nó. Sau Thế chiến II và chế độ cộng sản tiếp quản Ba Lan, với biên giới mới, những con đường hiện tại đã được bảo trì và nâng cấp sơ sài và trở nên nổi tiếng vì chất lượng kém, tương tự như ở Đông Đức. Việc tu sửa mở rộng, đặc biệt là đoạn giữa Legnica và Wrocław, đã xóa bỏ mọi dấu vết của mặt đường bê tông cũ, nhưng một số vết tích của tiêu chuẩn xây dựng năm 1930 vẫn còn; ví dụ, đoạn đường nói trên không có làn khẩn cấp, một tính năng sẽ được thêm vào trong tương lai.
Kế hoạch ban đầu là hoàn thành phần còn lại của đường cao tốc vào khoảng năm 2013, nhưng do quyết định của UEFA - nhà tổ chức Giải vô địch bóng đá châu Âu UEFA 2012 tại Ba Lan và Ukraine, cần cải thiện cơ sở hạ tầng đường bộ kết nối hai nước. Ngày mở đường cao tốc đã được chuyển đến tháng 6 năm 2012. Mục tiêu đầy tham vọng này đã không đạt được sau nhiều lần trì hoãn, một phần là bởi trận lụt năm 2010.

## Đoạn đường cao tốc

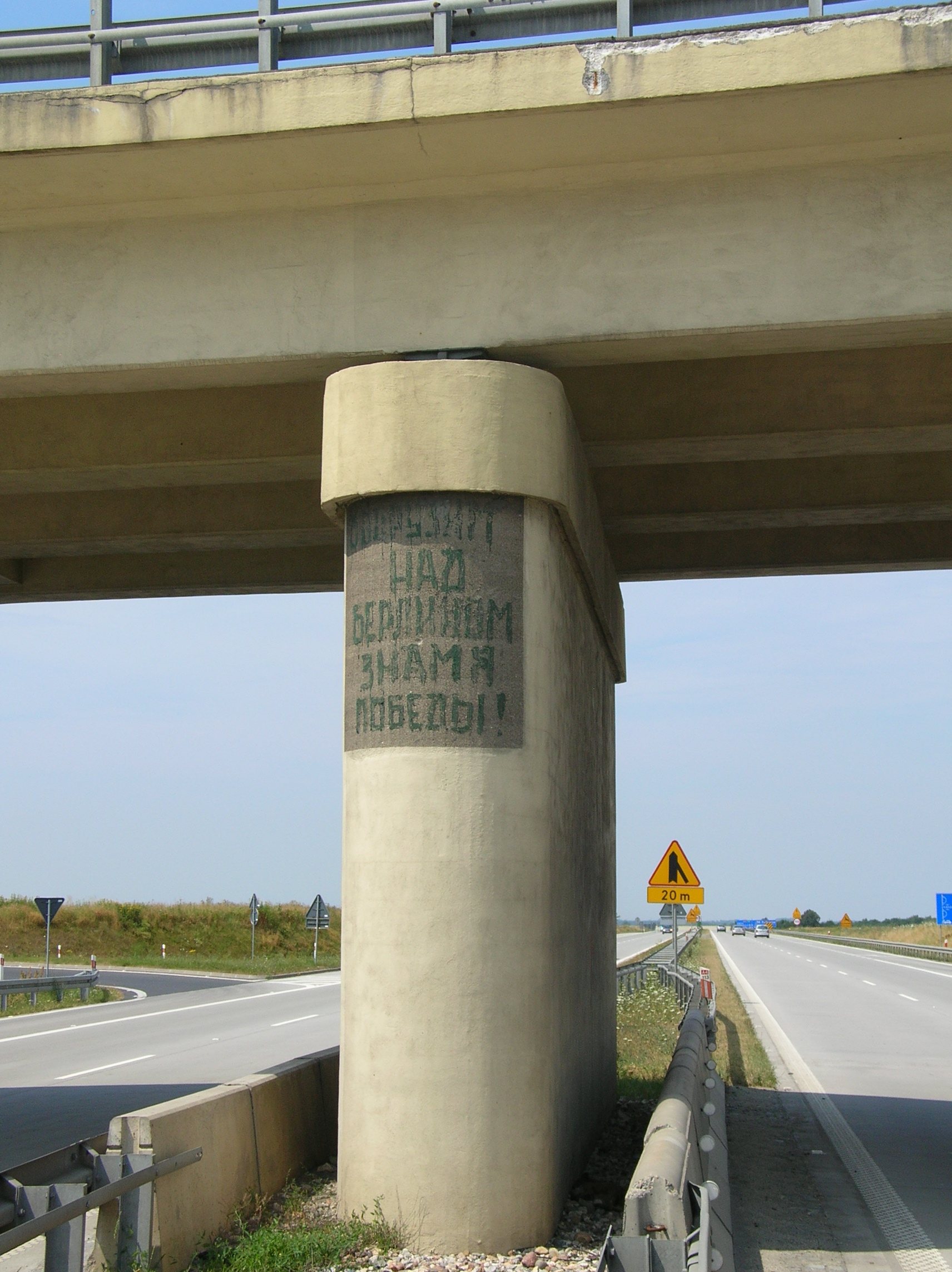
Dòng chữ được tạo ra bởi những người lính Liên Xô vào năm 1945: Водрузим над A4 phía tây của Wrocław.

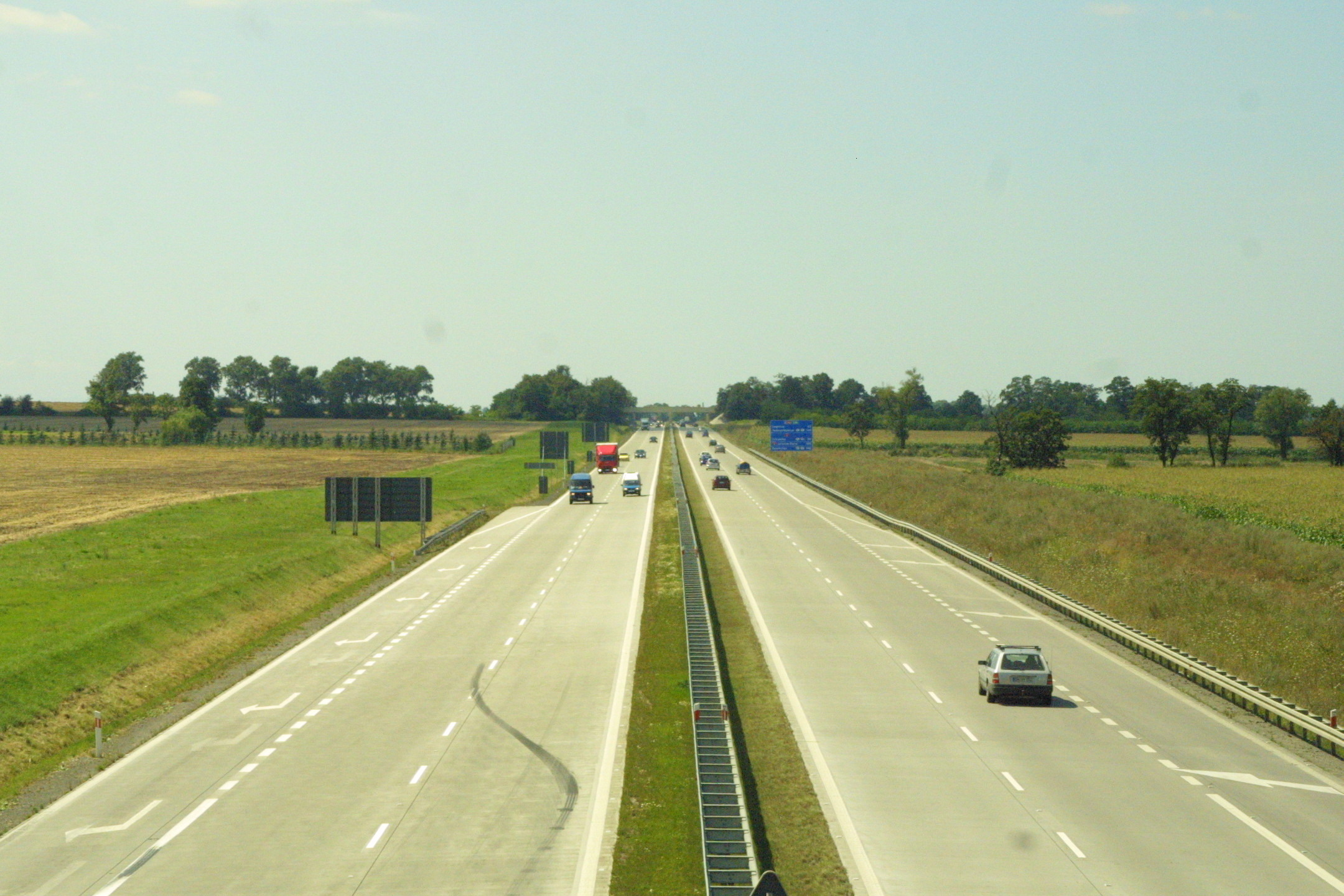
A4 phía tây của Wrocław với bề mặt bê tông được sơn lại

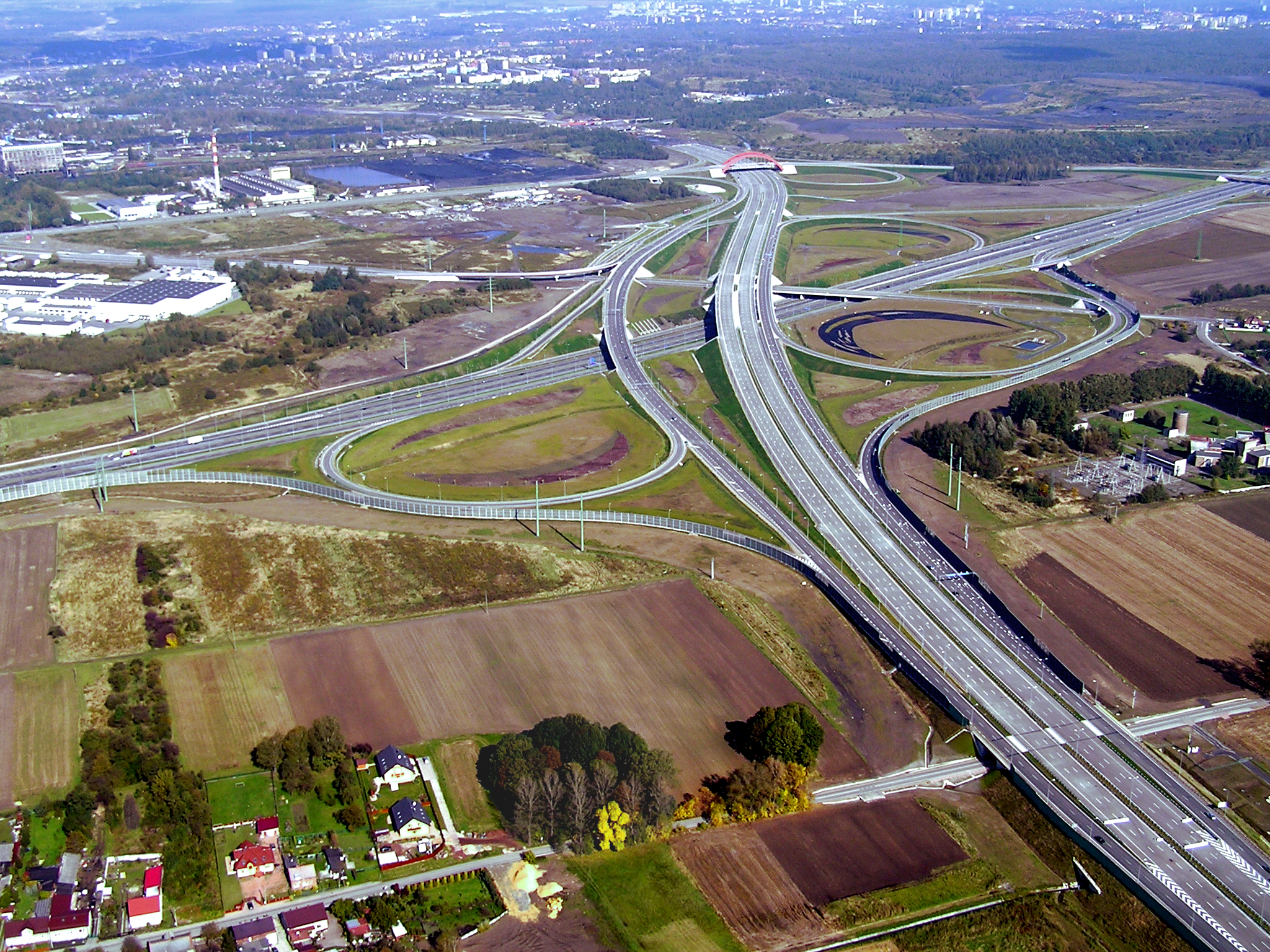
Đường cao tốc Gliwice-Sosnica A1 và A4 và ngã ba đường quốc lộ 44 gần Gliwice - ngã ba đường cao tốc lớn nhất châu Âu, đã khai trương 2009-2010

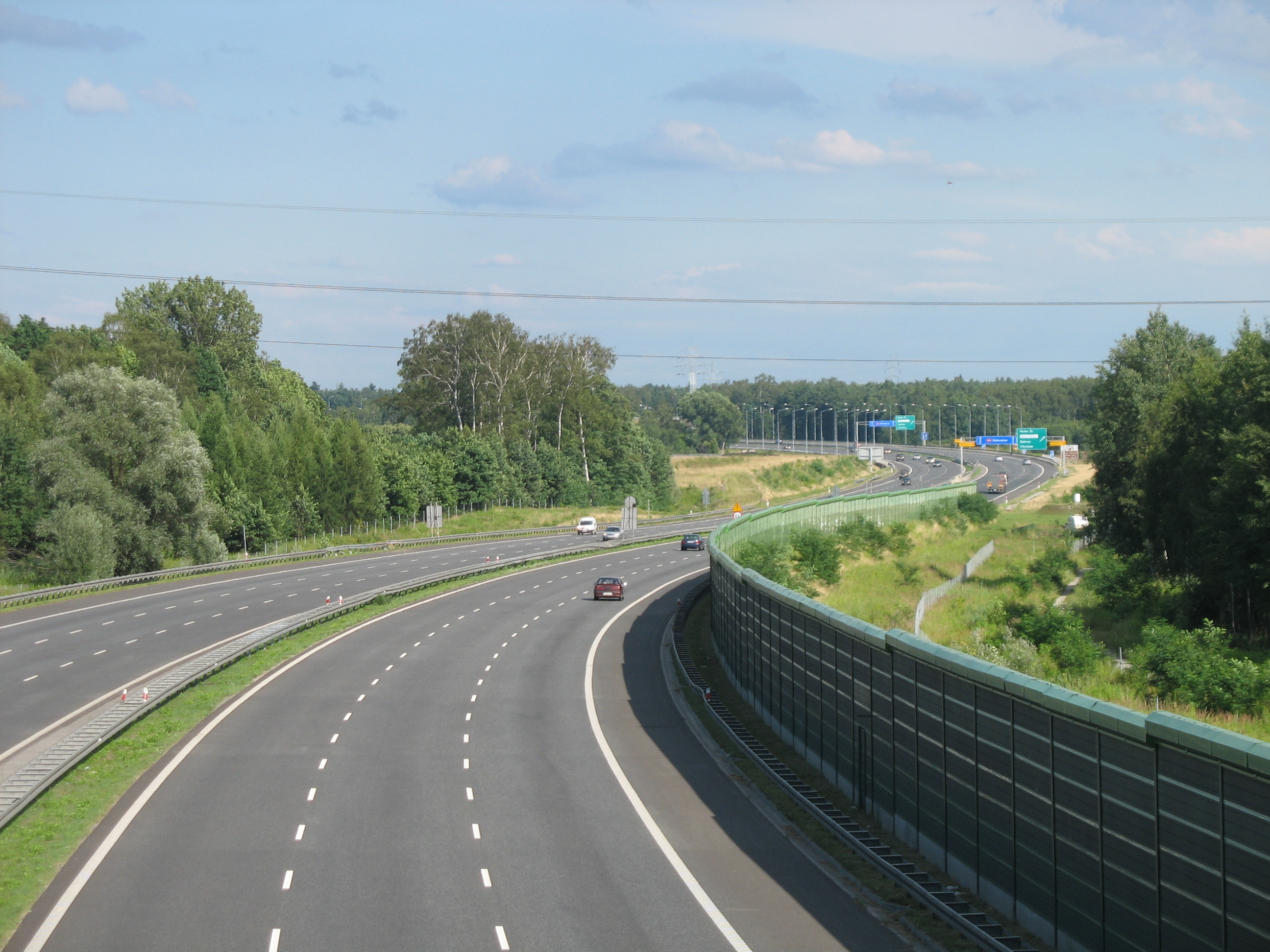
A4 ở Zabrze, khai trương năm 2005

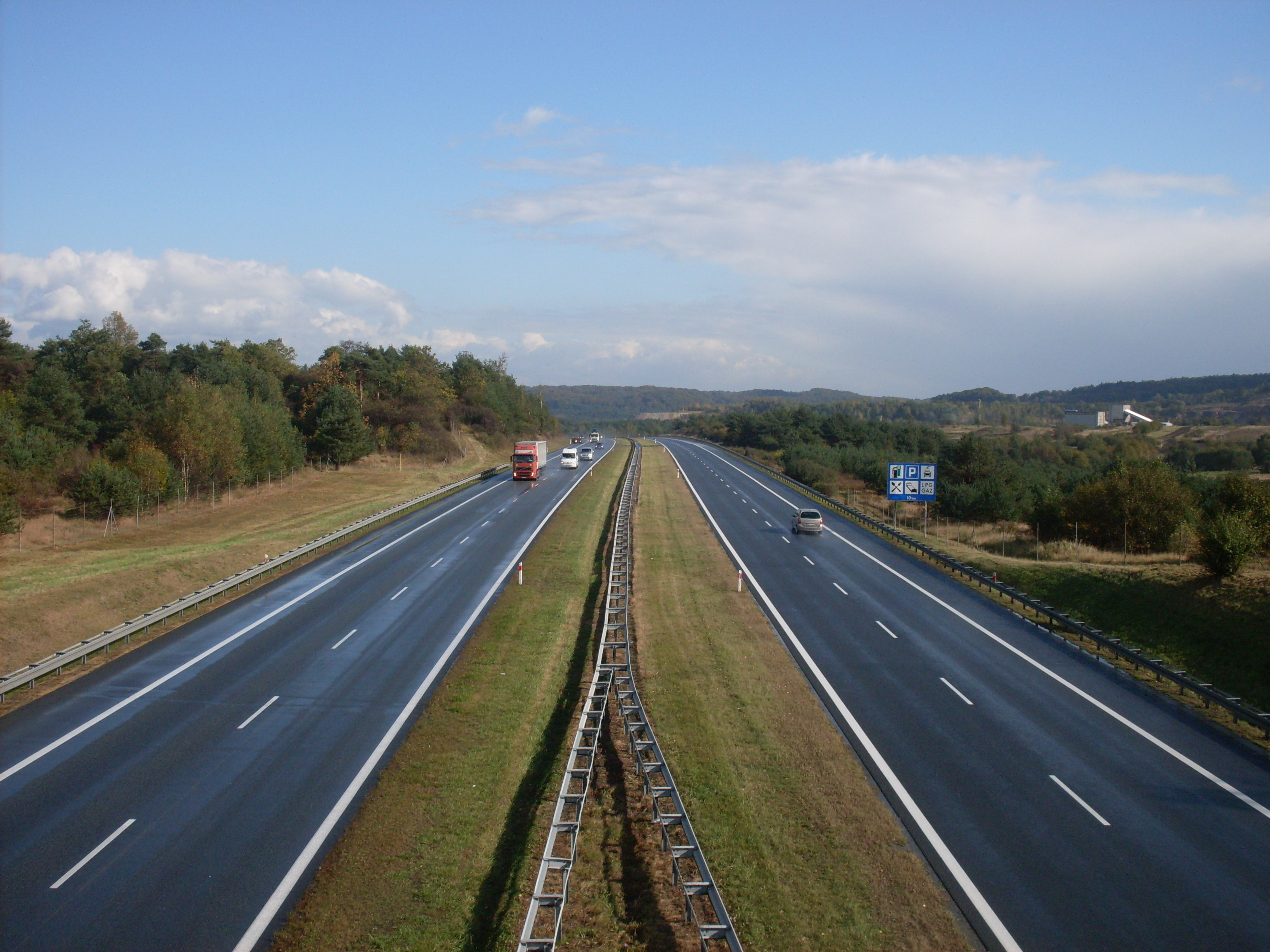
A4 gần Kraków (Zalas), khai trương 1980

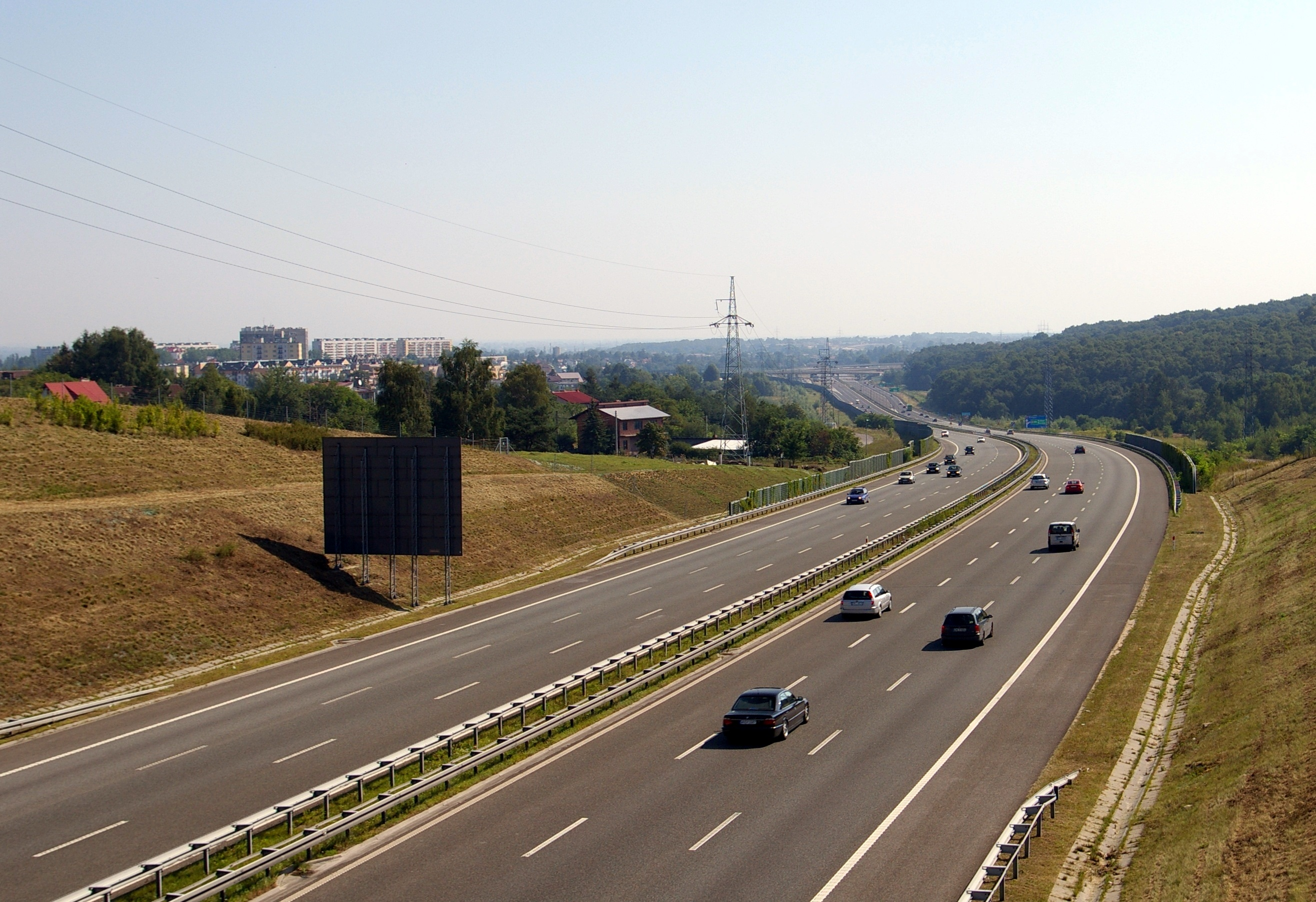
A4 gần Kraków, khai trương 2002-2003

| Đoạn đường cao tốc                                   | Chiều dài         | Xây dựng   | chú thích |
| Jdrzychowice (biên giới) -Zgorzelec                  | 1,7 km (1,1 mi)   | 1994-1996  | xe tải nặng chỉ có trong năm 1994, tất cả các xe từ năm 1996 |
| Zgorzelec - Krzyżowa                                 | 50 km (31 mi)     | 2007-2009  | khai trương năm 2009 |
| Krzyżowa - Bielany Wrocławskie                       | 99 km (62 mi)     | 1933 -1937 | việc xây dựng bắt đầu vào năm 90 đã kết thúc năm 2006 mà không có làn khẩn cấp |
| Bielany Wrocławskie- Przylesie (Brzeg)               | 40,7 km (25,3 mi) | 1997-2000  | đường cao tốc một chiều được xây dựng vào năm 1936-1938; thu phí cầu đường kể từ ngày 1 tháng 6 năm 2012 |
| Przylesie (Brzeg) -Nogowczyce                        | 84,5 km (52,5 mi) | 2000 -2003 | một số công trình trước năm 1945; thu phí cầu đường kể từ ngày 1 tháng 6 năm 2012 |
| Nogowczyce -Kleszczów                                | 17,9 km (11,1 mi) | 2001-2003  | Đường cao tốc một chiều được xây dựng vào năm 1936-1942, nó tiếp tục chạy từ Kleszczów vào Gliwice và ngày nay đoạn đường đó là Quốc lộ 88, trong khi đường cao tốc hiện đại đi qua Gliwice về phía nam; thu phí cầu đường kể từ ngày 1 tháng 6 năm 2012                                                                          |
| Kleszczów -Katowice -Murckowska                      | 43 km (27 mi)     | 1996-2005  | mở một đoạn cho giao thông vào năm 1996 - 2005; đoạn đường Kleszczów -Gliwice-Sośnica bắt đầu thu phí kể từ ngày 1 tháng 6 năm 2012 |
| Katowice-Murckowska - Balice                         | 60 km (37 mi)     | 1983-1996  | mở các đoạn đương từ 1983-1996, nhà điều hành tư nhân và thu phí cầu đường từ năm 2000 |
| Balice - Szarów                                      | 44 km (27 mi)     | 19882-2009 | phần đầu tiên được đánh dấu là đường cao tốc vào năm 2002 |
| Szarów - Tarnów                                      | 57 km (35 mi)     | 2010-12013 | đã mở cửa cho giao thông vào tháng 11 năm 2012, phần chỉ với một làn đường duy nhất.[2] Cả hai làn xe đã được mở hoàn toàn vào tháng 5 năm 2013.[3] |
| Tarnów Północ - Dębica Wschód [4]                    | 34,8 km (21,6 mi) | 20102-2014 | Khai trương ngày 30 tháng 10 năm 2014. Cầu cạn duy nhất trên sông Wisloka (1,3 km), tuyến đường thứ hai mở một ngày sau đó vào ngày 31 tháng 10 năm 2014 [5] [6] |
| Dębica (nút giao Dębica Wschód) -Rzeszów (Zachód)[7] | 37 km (23 mi)     | 2010-2013  | khai trương vào tháng 10 năm 2013 |
| Rzeszów (Zachód) -Rzeszów (Centralny) [8]            | 4,0 km (2,5 mi)   | 2010-2013  | khai trương vào tháng 10 năm 2013 |
| Rzeszów (Centralny) - Rzeszów (Wschód) [9]           | 6,9 km (4,3 mi)   | 2010-2012  | khai trương vào tháng 9 năm 2012 |
| Rzeszów (Wschód) - Jarosław [10]                     | 41,2 km (25,6 mi) | 2010-2016  | ban đầu dự định hoàn thành vào năm 2012, trì hoãn đến năm 2014, sau đó nhà thầu từ bỏ hợp đồng vào tháng 1 năm 2014 khi hoàn thành 70% do tranh chấp với chính phủ về tài chính. Hợp đồng mới đã được ký vào tháng 9,[11] với việc xây dựng bắt đầu vào tháng 10 năm 2014. Đường được mở cho giao thông vào tháng 7 năm 2016.[12] |
| Jarosław - Radymno                                   | 24,5 km (15,2 mi) | 2010-2013  | Jarosław Wschód - Radymno: khai trương vào tháng 5 năm 2013; Jarosław Zachód - Jarosław Wschód: khai trương vào tháng 12/2013. |
| Radymno - Korczowa [13]                              | 22,6 km (14,0 mi) | 2010-2013  | ban đầu dự định hoàn thành vào năm 2012, [14] khai trương ngày 23 tháng 12 năm 2013 [15] |

## Mô tả tuyến đường
| Đường |               | |
| Số lối rẽ ra, cơ sở vật chất | Km            | A4 -E40                                                                                            |
| (1) | (0)           | Ngang qua biên giới PL-DE Jędrzychowice                                                            |
| (2) | (1.8)         | Zgorzelec DK30 DK94                                                                                |
| Trạm nghỉ chân(1) | (7.8)         | Żarska Wieś, nhà hàng và nhà nghỉ về hướng đông, trạm xăng both ways                               |
| (3) | (17.9)        | Godzieszów DW 296 DK94 (lối vào qua DW296)                                                         |
| Bãi đậu xe(1) | (26)          | Czerna; bãi đậu xe                                                                                 |
| (4) | (44.6)        | Bolesławiec DK297                                                                                  |
| Trạm nghỉ chân(2) | (46.2)        | Kraśnik Dolny(về hướng đông only), nhà hàng, nhà nghỉ và trạm xăng                                 |
| (5) | (49.8)        | Krzyżowa A 18                                                                                      |
| (6) | (56)          | Krzywa (đường thứ hai dẫn tới Szczytnica, nhà hàng và trạm xăng)                                   |
| (7) | (62)          | Krzywa DK 94                                                                                       |
| (8) | (66.6)        | Jadwisin                                                                                           |
| (9) | (73)          | Chojnów DW324                                                                                      |
| Bãi đậu xe(2) | (76.6)        | gần Strupice                                                                                       |
| (10) | (79.9)        | Lubiatów                                                                                           |
| (11) | (83.6)        | Złotoryja DW346                                                                                    |
| (12) | (91.9)        | Legnica DK3 S3(đấu thầu)                                                                           |
| (13) | (97)          | Legnickie Pole (lối vào và ra về hướng đông)                                                       |
| (14) | (99.6)        | Mikołajowice                                                                                       |
| (15) | (104.7)       | Wądroże Wielkie                                                                                    |
| (16) | (112.1)       | Budziszów                                                                                          |
| (17) | (115.9)       | Udanin                                                                                             |
| Trạm nghỉ chân(3) | (119.7)       | về hướng đông; bãi đậu xe, nhà hàng, và nhà tắm                                                    |
| (18) | (120.1)       | Jarosław (Dolnośląskie)                                                                            |
| (19) | (120.6)       | Kostomłoty DK5 (dẫn tới Bolków, Lubawka)                                                           |
| (20) | (137.4)       | Kąty Wrocławskie                                                                                   |
| (21) | (147.4)       | Pietrzykowice DK35 (Đi vào qua)                                                                    |
| (22) | (150.3)       | Wrocław-Południe A 8 S8                                                                            |
| (23) | (153.1)       | Bielany Wrocławskie DK5 DK98                                                                       |
| Trạm thu phí(1) | (156)         | |
| (24) | (164.3)       | Wyjazd 164(không tên)(Krajków)                                                                     |
| Bãi đậu xe(3) | (166)         | |
| (25) | (178.5)       | Wyjazd 178(không tên)(Brzezimierz)                                                                 |
| Trạm nghỉ chân(4) | (183.7)       | Witowice(nhà hàng)                                                                                 |
| | (193.1)       | Lối rẽ vào wójewodstwo Opolskie                                                                    |
| (26) | (193.7)       | Wyjazd 194 DK39 (access through), (Przylesie)                                                      |
| Bãi đậu xe(4) | (200.3)       | Jankowice Wielkie(về hướng đông only)                                                              |
| Trạm nghỉ chân(5) | (218.7)       | Młyński Staw(nhà nghỉ và trạm xăng)                                                                |
| (27) | (222)         | Prądy DK46                                                                                         |
| Bãi đậu xe(5) | (237.2)       | Przysiecz                                                                                          |
| (28) | (244.1)       | Wyjazd 241(Dąbrówka) DK45                                                                          |
| (29) | (251.2)       | Wyjazd 248(Krapkowice, Gogolin)                                                                    |
| Trạm nghỉ chân Góra Św. Anny(về hướng đông)/Wysoka(về hướng tây)(6) | (264.2)       | Nhà tắm, nhà hàng và trạm xăng, KFC                                                                |
| (30) | (272.1)       | Wyjazd 269(Olszowa)                                                                                |
| (31) | (278)         | Szymiszów DK88 (Wyjazd 275)                                                                        |
| | (281)         | Lối rẽ vào wójewodstwo śląskie                                                                     |
| (32) | (287.2)       | Łany DK40 (Wyjazd 287)                                                                             |
| (33) | (295.8)       | Kleszczów DK88                                                                                     |
| Trạm nghỉ chân(7) | (299.7)       | Rachowice(nhà hàng, trạm xăng)                                                                     |
| (34) | (303.5)       | Gliwice - Ostropa                                                                                  |
| (35) | (310.1)       | Gliwice - Bojków DK78                                                                              |
| Trạm thu phí(2) | (311.7)       | Gliwice                                                                                            |
| (36) | (315.5)       | Gliwice - Sośnica DK44 A 1                                                                         |
| (37) | (320.8)       | Ruda Śląska - Wspólna                                                                              |
| (38) | (324)         | Ruda Śląska - Wirek                                                                                |
| Trạm nghỉ chân(8) | (326.9)       | Halemba (nhà hàng, trạm xăng và nhà tắm)                                                           |
| (39) | (331.5)       | Chorzów - Batory (lối ra tới Batorego)                                                             |
| (40) | (334.1-335.6) | Katowice - Mikołowska DK81 (qua đường Mikołowska, brymowska và Kościuszki)                         |
| (41) | (337.2)       | Katowice - Francuska                                                                               |
| (42) | (339.5)       | Katowice - Murckowska DK86                                                                         |
| (43) | (345.8)       | Mysłowice                                                                                          |
| (44) | (348.7)       | Brzęczkowice s1 (từ đây đến Balice I nút giao thông với )                                          |
| Trạm thu phí(3) | (350.6)       | Mysłowice                                                                                          |
| (45) | (359)         | Jaworzno - Jeleń                                                                                   |
| Trạm nghỉ chân(9) | (361.2)       | Zastawie(về hướng tây)/Kępnica (về hướng đông)(trạm xăng, nhà nghỉ, TIR, nhà hàng, dịch vụ rửa xe) |
| (46) | (364.6)       | Byczyna(lối vào về hướng đông, lối ra về hướng tây), Lối rẽ vào wójewodswo małopolskie DK79        |
| (47) | (388.4)       | Balin                                                                                              |
| (48) | (370.6)       | Chrzanów DK79                                                                                      |
| (49) | (380.9)       | Rudno, lối rẽ ra và lối vào về hướng đông & về hướng tây                                           |
| Trạm nghỉ chân(10) | (397.5)       | (trạm xăng, nhà nghỉ, nhà hàng, dịch vụ rửa xe)                                                    |
| Trạm thu phí(4) | (399.2)       | Kraków                                                                                             |
| (50) | (400.2)       | Balice I S7 (đường vòng phía bắc, chưa hoàn thiện)                                                 |
| (51) | (401.7)       | Balice II                                                                                          |
| (52) | (406.4)       | Kraków - Mirowska                                                                                  |
| (53) | (408.1)       | Kraków - Tyniec                                                                                    |
| (54) | (411.6)       | Kraków - Sidzina DK44                                                                              |
| (55) | (416.1)       | Zakopiańska DK7 S7 (trong kế hoạch lâu dài)                                                        |
| (56) | (418.2)       | Kraków - Łagiewniki                                                                                |
| (57) | (424)         | Kraków - Wieliczka DK94                                                                            |
| (58) | (427.3)       | Kraków - Bieżanów S7                                                                               |
| (59) | (443.5)       | Szarów/Targowisko DK75 (lối rẽ gián tiếp vào DK94)                                                 |
| Trạm nghỉ chân(11) | (448.3)       | Kłaj(nhà hàng và trạm xăng)                                                                        |
| (60) | (457.1)       | Bochnia                                                                                            |
| (61) | (466.9)       | Brzesko(lối vào gián tiếp đến DK94 qua DK75)                                                       |
| (62) | (487.5)       | Tarnów Zachód                                                                                      |
| (63) | (500.8)       | Tarnów Północ DK73                                                                                 |
| | (516.2)       | Lối rẽ vào wójewodstwo podkarpackie'                                                               |
| (64) | (530.5)       | Dębica <Zachód                                                                                     |
| (65) | (536.9)       | Dębica Wschód                                                                                      |
| (66) | (551.6)       | Ropczyce - Sędziszów                                                                               |
| Trạm nghỉ chân(12) | (564.9)       | Bratkowice, cơ sở vật chất (bãi đậu xe và nhà vệ sinh); trong kế hoạch                             |
| (67) | (570.3)       | Rzeszów Zachód S19                                                                                 |
| (68) | (574.4)       | Rzeszów Północ DK9                                                                                 |
| (69) | (581.2)       | Rzeszów Wschód S19 DK94                                                                            |
| (70) | ()            | Łańcut DW877                                                                                       |
| (71) | ()            | Przeworsk DW835                                                                                    |
| (72) | (622.5)       | Jarosław Zachód DK94                                                                               |
| (73) | (631.7)       | Jarosław Wschód DW880                                                                              |
| (74) | (646.7)       | Przemyśl DK77                                                                                      |
| (75) | (666.3)       | Korczowa DK94                                                                                      |
| | (672.75)      | Border checkpoint PL-UA Korczowa                                                                   |
| |               | M10 E40                                                                                            |
| Những nút giao thông được đánh dấu in đậm đang nằm trong hệ thống đường thu phí hiện có. Những nút giao thông được gạch chân được lên kế hoạch để trở thành một phần của con đường (một số tu sửa đã được thực hiện trên đó). |               | |